# Édouard Otlet

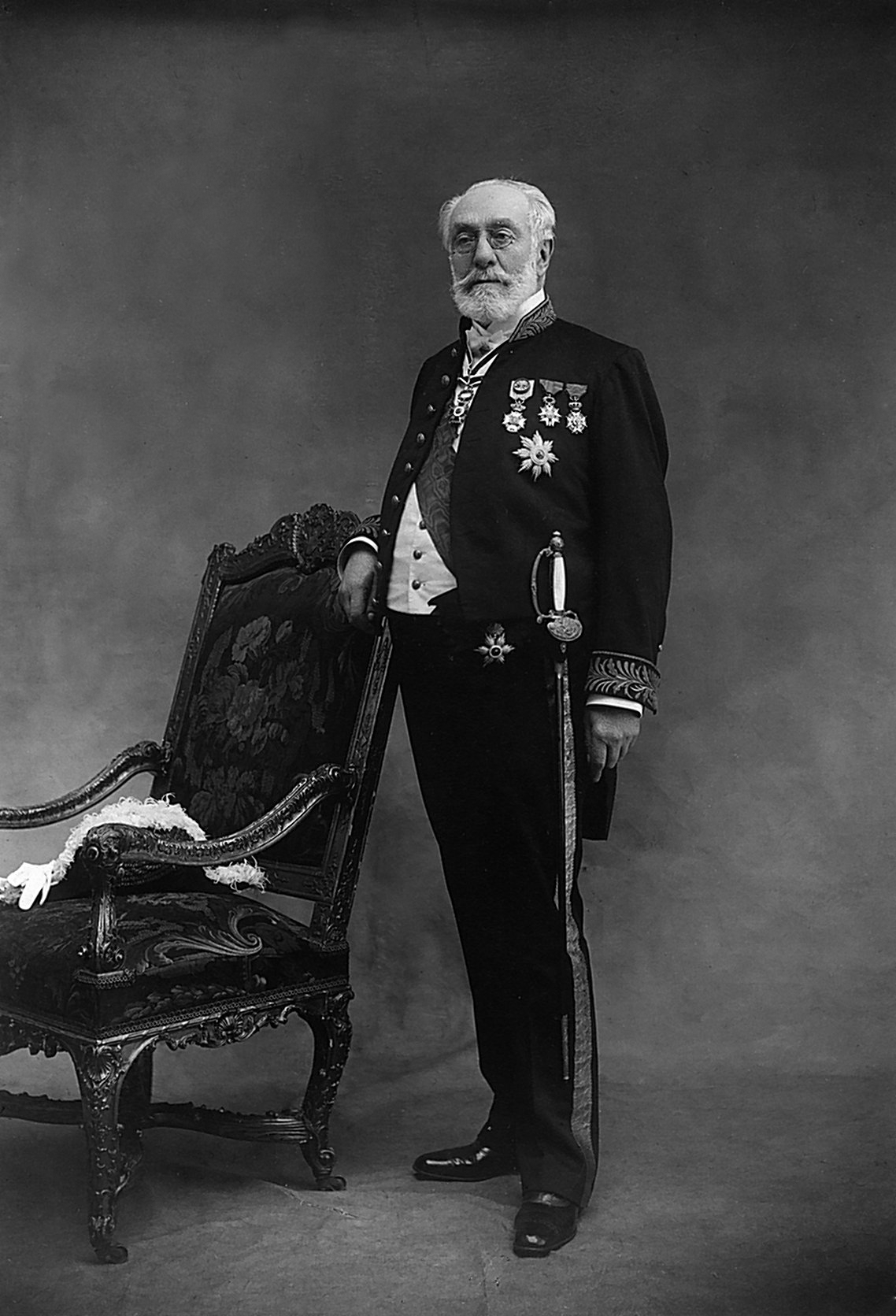
Édouard Otlet in 1907.

Édouard Barthélemi Lucien Joseph Otlet (Brussel, 13 juni 1842 – Blanquefort, 20 oktober 1907) was een Belgisch senator en ondernemer.

## Levensloop
Otlet was hoofdzakelijk bankier van beroep, maar hield zich ook met de aanleg en exploitatie van spoorlijnen bezig. Hij begon in 1867 met het bouwen en uitbaten van spoorlijnen in het noorden van Frankrijk. In 1874 beëindigde hij de spoorlijn Oostende-Torhout-Armentières.
Vanaf 1875 richtte hij zich hoofdzakelijk op het aanleggen van tramlijnen. Aanvankelijk met groot succes, wat hem de naam van 'koning van de tramways' opleverde. In concurrentie, soms ook in samenwerking, met andere ondernemende Belgen, zoals Édouard Empain, was hij vrijwel overal in Europa aanwezig. De zeven belangrijkste vennootschappen die hij oprichtte voor het bouwen van trams, betroffen de steden Den Haag (1875), Praag (1875), Düsseldorf (1876), München (1878), Florence (1879), Odessa (1880) en Napels (1881). Hij stond weldra aan het hoofd van een imperium. Nog andere steden volgden, waaronder Moskou.
Otlet kende echter verschillende tegenslagen die, samen met de economische depressie van 1900, en ook wel samen met zijn roekeloosheid, het faillissement veroorzaakten van een groot deel van zijn imperium. Grote delen ervan werden door anderen overgenomen, en zijn aanzienlijke collectie kunstwerken werd geveild.

## Fortuin
Otlet had in zijn glorietijd aan het hoofd gestaan van een aanzienlijk fortuin. Naast zijn aandelen in talrijke spoor- en trammaatschappijen, had hij belangrijke persoonlijke bezittingen.
- In Brussel bewoonde hij zijn indrukwekkend herenhuis aan de Charleroisesteenweg.
- Hij kocht in 1880 het Île du Levant, in het zuiden van Frankrijk, als vakantieverblijf.[1]
- Hij legde een aanzienlijke verzameling kunstwerken aan. Zo bezat hij onder meer een kruisafneming door Hans Memling, een andere door Jan Mostaert, een triptiek door Rogier van der Weyden, een Peter Paul Rubens en een William Turner.
- Hij kocht heel wat grond aan de kust, met de bedoeling er te investeren, en - in concurrentie met Oostende - de nieuwe badplaats 'Westende' te bouwen.

Veel daarvan moest hij na 1900 van de hand doen, maar er bleef nog een behoorlijk fortuin over dat hij aan zijn kinderen kon nalaten.

## Westende
Tijdens een toevallige wandeling in 1887 maakte Otlet kennis met een ongerept duinengebied van 65 ha, niet ver van Oostende. Het werd openbaar geveild en hij kocht het. Hij en zijn zoons Paul en Maurice begonnen aan de ontwikkeling van dit gebied dat ze inbrachten in een vennootschap 'La Westendaise' genoemd. In 1896 opende het Hôtel des Bains zijn deuren. De architect was Alban Chambon.
Paul Otlet bouwde er tussen 1894 en 1898 zijn buitenverblijf, met de hulp van Octave Van Rysselberghe en Henry Van de Velde. Het werd een gebouw in art nouveau, dat model moest staan voor de verdere uitbouw van Westende. In 1897 liet Otlet een zeedijk bouwen. Alles werd met privékapitaal gefinancierd. De plaats kreeg tennispleinen, een kerk, een postgebouw, een kursaal, een elektriciteitscentrale, terwijl de tramlijn Oostende-Middelkerke werd doorgetrokken tot in Westende.

## Volksvertegenwoordiger
In 1894 voerde Otlet campagne voor de katholieke partij. Hij werd niet rechtstreeks verkozen, maar werd provinciaal senator voor de provincie Luxemburg en vervulde dit mandaat tot in 1900.

## Erfgenamen
Paul Otlet, de stichter van het Mundaneum, en Maurice Otlet, voornaamste uitbouwer van de badplaats Westende, waren zijn zoons.